# Neon Genesis Evangelion (Nintendo 64)
Neon Genesis Evangelion — видеоигра в жанре action, адаптация одноимённого аниме-сериала студии Gainax и сопутствующего полнометражного фильма The End of Evangelion; игра была издана компанией Bandai в 1999 году на игровой консоли Nintendo 64 и распространялась только в Японии.

## Описание
В игре присутствуют все основные битвы из аниме-сериала и фильма, за исключением сражений с ангелами Гагиилом, Маториилом, Ируилом, Лелиилом и Алмисаилом. Половина игрового времени представляет собой трёхмерный скролл-файтинг, но камера может занимать различные ракурсы в процессе сражения с ангелами. Остальные сюжетные вставки выполнены в различных стилях, например VN с 3D-анимацией.
Всего в игре 13 миссий, в которых игрок встретит главных и самых сильных ангелов серии.
| - 1: Сакиил - 2: Самусиил - 3: Рамиил - 4: Jet Alone - 5: Израфил - 6: Сандалфон - 7: Сахакиил | - 8: Бардиил - 9: Зеруил - 10: Ариил - 11: Табрис - 12: JSSDF / Серийные Евангелионы - 13: Серийные Евангелионы |

Геймплейная составляющая, в основном - файтинг, графика хоть и выполнена в 3D, но в большинстве боёв камера располагается сбоку. Почти на всех уровнях игроку предстоит сражаться с ангелами, хотя в игре есть и другие противники. Есть три «стиля» игры, которыми можно пользоваться.
Наиболее распространенный вид - классический файтинг. Обычные атаки наносят мало урона, и для победы игроку нужно пользоваться спец. атаками, нажимая определённые комбинации клавиш.
Второй стиль геймплея использует оружие и применяется не только в сражениях, но и в мини-играх.
Последний элемент геймплея позволяет игроку свободно перемещаться вперед и назад. Этот режим используется в миссиях 12, 12.5 и 13.
Есть также режимы вне миссий, например «Режим моделирования». Здесь игрок выбирает Еву, которая была разблокирована в режиме истории и практики, и стреляя по поли-моделям Ангелов зарабатывает очки. Также присутствуют модели ангелов, не фигурирующих в сюжете. За выстрелы и уничтоженных ангелов начисляется рейтинг, в котором помимо прочего учитывается количество выстрелов и попаданий. Можно активировать режим Vs с помощью чит-кодов, в котором два игрока могут выбрать Евы с различным оружием и сражаться друг с другом. Есть и другой режим, в котором игрок может пересмотреть все действия, которые он выполнял во время игры.

## Восприятие критикой
| Сводный рейтинг | Сводный рейтинг |
| Агрегатор       | Оценка          |
| --------------- | --------------- |
| GameRankings    | 53 %            |